# Lasioglossum dybowskii
Lasioglossum dybowskii är en biart som först beskrevs av Radoszkowski 1876.  Lasioglossum dybowskii ingår i släktet smalbin, och familjen vägbin. Inga underarter finns listade i Catalogue of Life.